# آنته کوواچیچ
آنته کوواچیچ (به کرواتی: Ante Kovačić) داستان‌نویس و شاعر کروات بود.
کوواچیچ در ۶ ژوئن ۱۸۵۴ متولد و در ۱۰ مارس ۱۸۸۹ بر اثر بیماری سینه پهلو در زاگرب درگذشت.

## نگارخانه

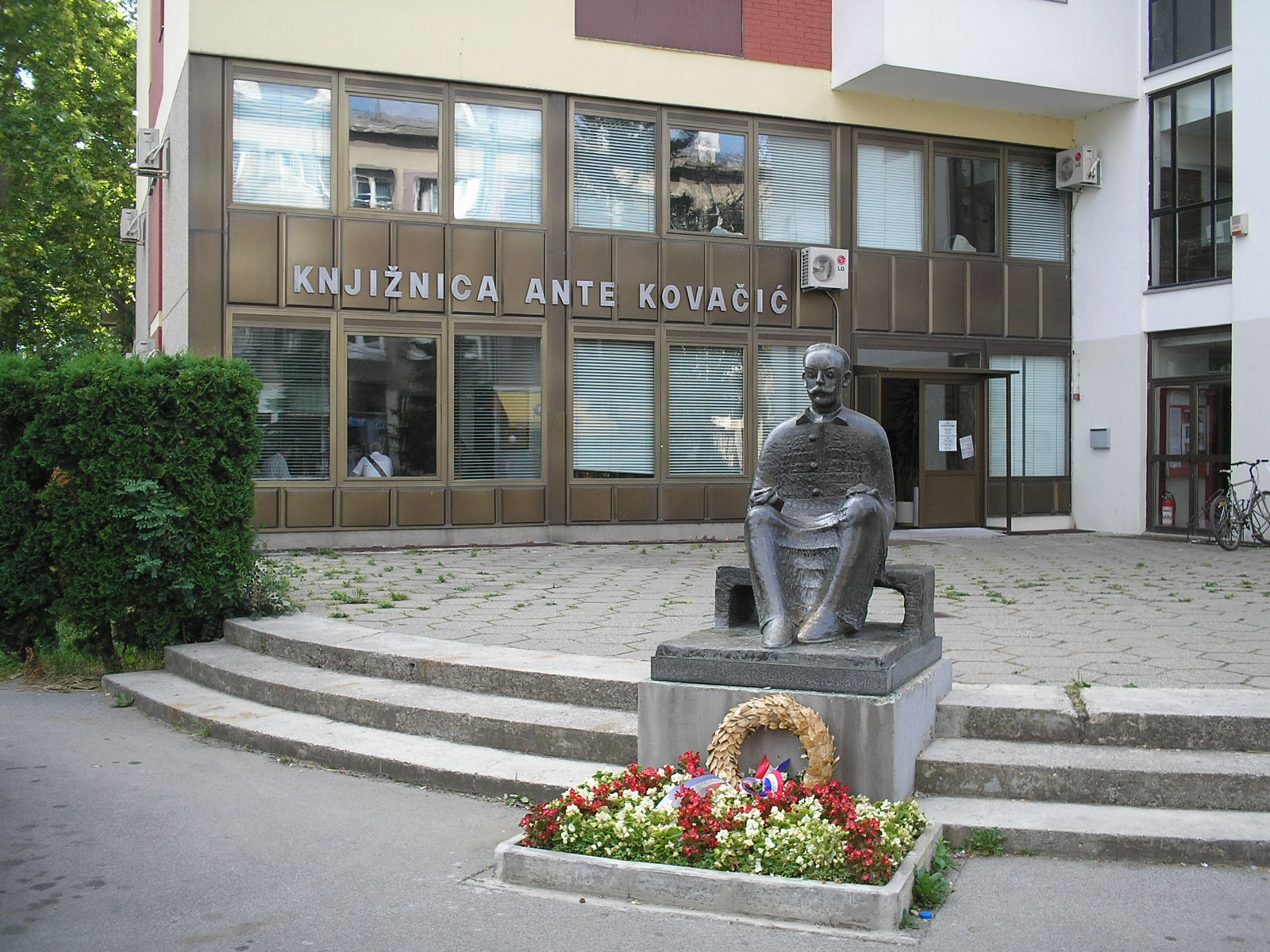

## کتابشناسی
برخی از آثار کوواچیچ عبارتند از:
- عشق خانم بارون
- تحصیلدار
- بایگان